# Margaret Fountaine

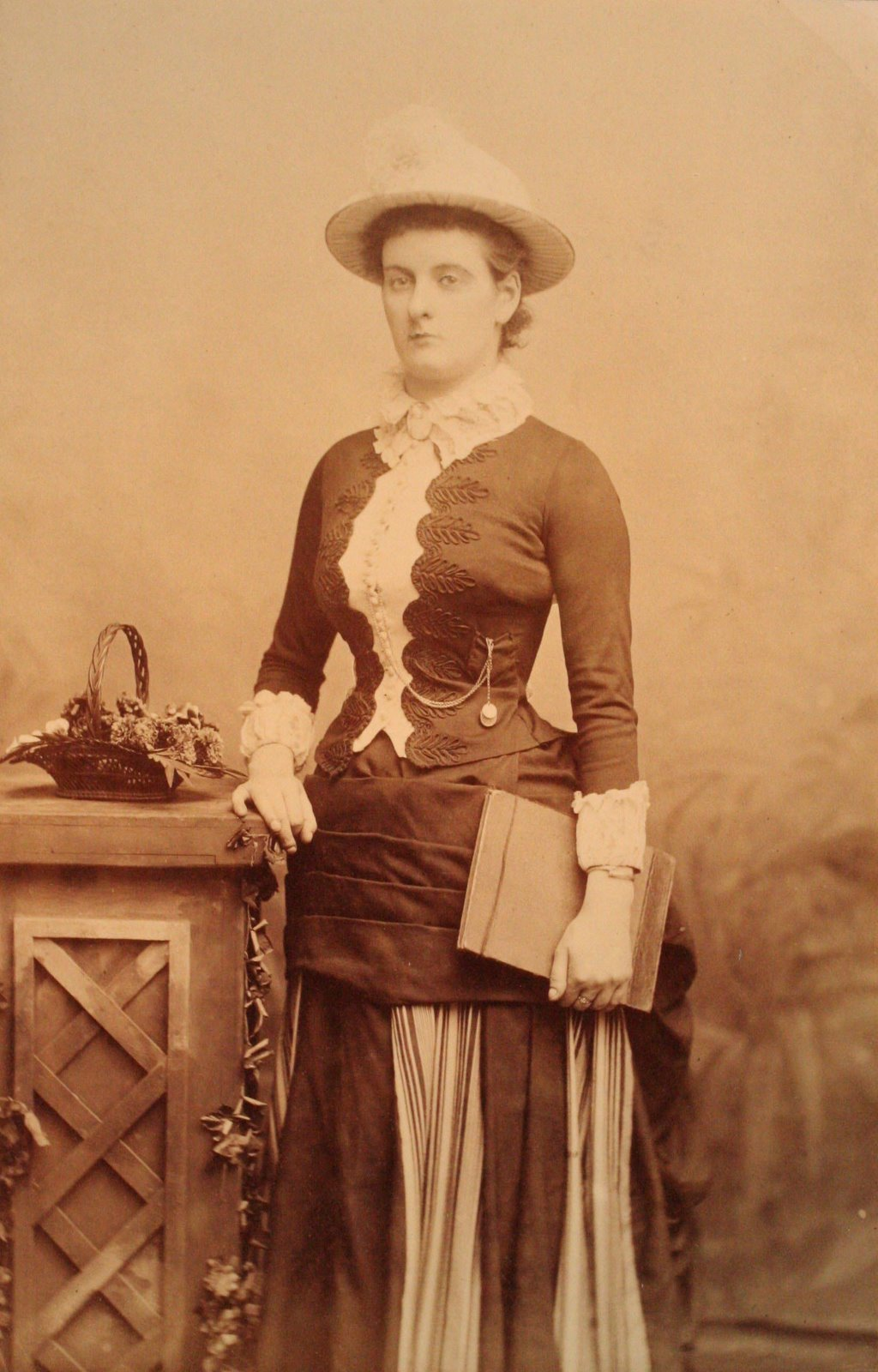
Margaret Fountaine, 1886

Margaret Elizabeth Fountaine (* 16. Mai 1862 in Norwich; † 21. April 1940 auf Trinidad) war eine britische Schmetterlingskundlerin und Illustratorin des Viktorianischen Zeitalters.

## Leben

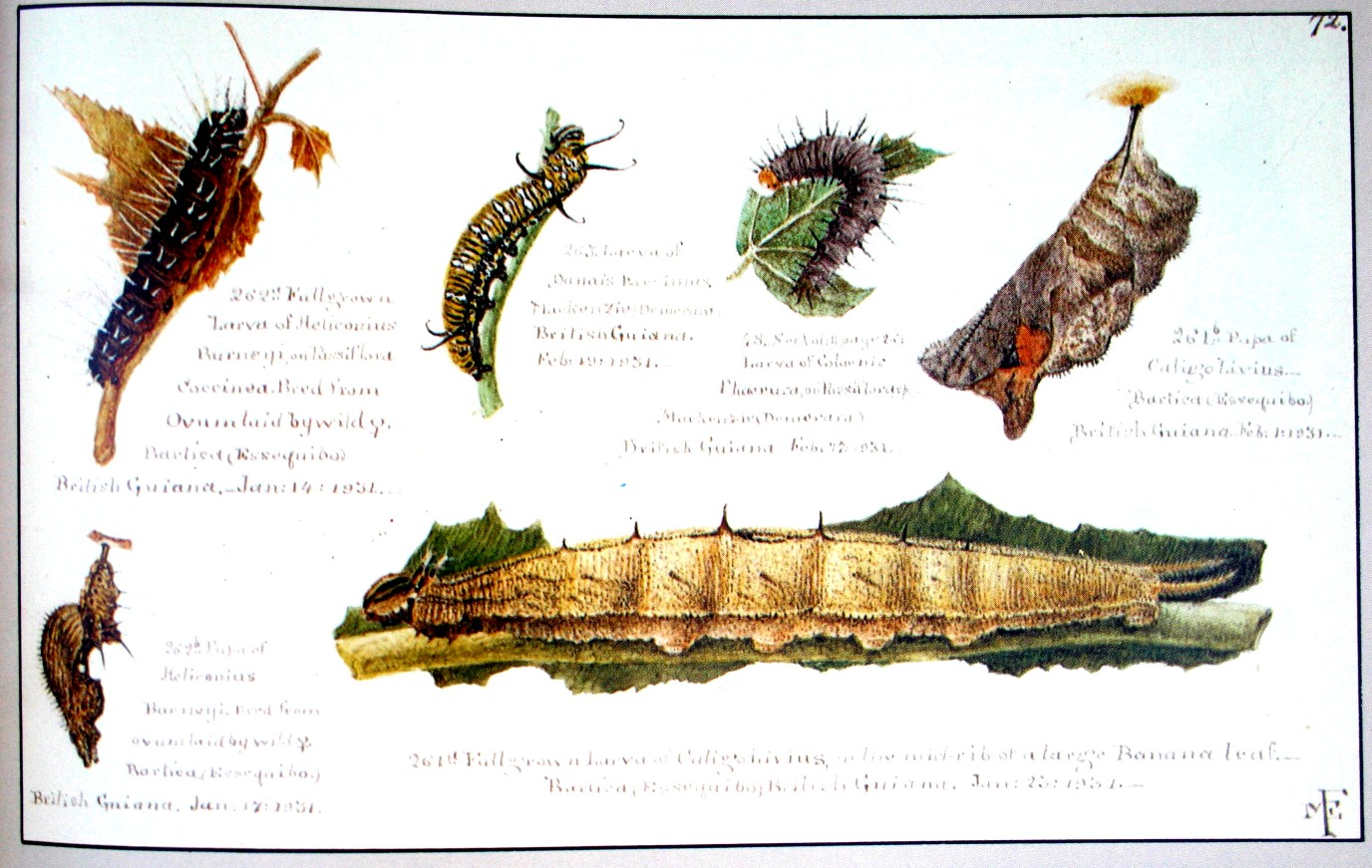
Illustration von 1931

Margaret Fountaine war das älteste von sieben Kindern von John Fountaine, einem Pfarrer, und seiner Frau Mary Isabella Lee. Sie war eine meisterliche Illustratorin von botanischen Themen und hatte auf zahllosen Reisen durch Europa, Nahost, Ost- und Westafrika, Indien, Tibet, USA, Australien, Neuseeland und Westindien hervorragende Kenntnisse über Schmetterlinge erlangt.
Margaret Fountaine wurde auf ihren Reisen zur Expertin für Schmetterlinge; viele Schmetterlinge in ihrer Sammlung züchtete sie selbst aus Eiern oder Raupen. 22.000 Exemplare sind im Norwich Castle Museum untergebracht und bekannt unter dem Namen Fountaine-Neimy Collection. Ihre Skizzenbücher, die detailliert den Lebenszyklus und einzelne Entwicklungsstufen der Schmetterlinge wiedergeben, werden im Natural History Museum in London aufbewahrt.
In den frühen 1880er Jahren verliebte sie sich im Alter von 21 Jahren leidenschaftlich in Septimus Hewson, einen irischen Chorsänger an der Kathedrale von Norwich. In den folgenden sieben Jahren hielt sie dauerhaft an dieser Liebe fest. Als Hewson wegen Trunksucht aus seiner Anstellung entlassen wurde und aufgrund von Schulden Norwich verließ, folgte sie ihm nach Irland. Margaret Fountaine hielt sich selbst für verlobt. Hewson sah dies jedoch anders; die Heirat wurde nicht vollzogen. Der Kontakt endete 1890. Mit 27 wurde sie durch eine Erbschaft von ihrer Familie finanziell unabhängig. Im Jahr 1895 begann sie, den Botaniker und Entomologen Henry John Elwes (1846–1922) zu besuchen und wurde durch seine Arbeit inspiriert, selber eine Sammlung anzulegen und eine erste Sammlerreise nach Sizilien zu unternehmen.
Begeistert von der Entwicklung des modernen Fahrrades unternahm sie 1897 eine Fahrradtour durch Frankreich und ein Jahr später, zusammen mit ihrer Schwester, eine Radtour durch Italien, auf denen sie ihre Sammlung stets erweiterte.
1898 wurde sie zum Mitglied der Royal Entomological Society of London gewählt. Fountaine publizierte auch eine große Anzahl ihrer Studienergebnisse in Fachblättern.
1901 besuchte Margaret Fountaine zum ersten Mal Damaskus, wo sie Khalil Neimy (1877–1928) kennenlernte und ihn als Übersetzer und Führer engagierte. Mit Neimy verband sie eine 27-jährige Arbeits- und Reisegemeinschaft, die sie auf der Suche nach Schmetterlingen über die ganze Welt führte.
1912 nahm Fountaine zusammen mit Neimy am Second International Congress of Entomology in Oxford teil.
1940 starb Margaret Fountaine – 78-jährig –  an einem Herzinfarkt. Sie war gerade beim Sammeln auf dem Mount St. Benedict auf Trinidad und wurde in Trinidad in einem nicht gekennzeichneten Grab beerdigt.
Margaret Fountaine hinterließ mehrere Tagebuchbände, begonnen mit 16, die nach ihrem Willen erst 1978, 100 Jahre nach ihrem ersten Eintrag, veröffentlicht werden durften. Auf über 3000 Seiten entstand eine passionierte weibliche Biografie im viktorianischen Zeitalter. Jeder der zwölf Bände beginnt mit dem 15. April und einer fotografischen Aufnahme ihrer selbst und beschreibt ihre Liebe für das Reisen und für Schmetterlinge, aber auch die gesellschaftlichen Schwierigkeiten, die diese Begeisterung mit sich brachten.

## Werke (Auswahl)
- 862 original water-colour drawings of Lepidoptera larvae and pupae with their food plants, 1907–1939.
- Love Among the Butterflies: Travels and Adventures of a Victorian Lady. Little, Brown and Company, Boston 1980
- Butterflies and Late Loves: The Further Travels and Adventures of a Victorian Lady. Collins, 1986